# اختطاف على يد الهنود
اختطاف على يد الهنود (بالإنجليزية: Kidnapping by Indians)‏ هو فيلم أبيض وأسود بريطاني قصير صامت إنتاج عام 1899 ، أنتجته شركة أفلام ميتشل وكينيون، تم تصويره في بلاكبيرن، إنجلترا. يُعتقد أنه أول فيلم درامي في النوع الغربي، قبل تأريخ إدوين إس بورتر بعنوان سرقة القطار العظيم بأربع سنوات.

## ملخص الفيلم
تتعلق المؤامرة بهجوم شنه الأمريكيون الأصليون على معسكر يقيم فيه البيض. أشعل المهاجمون النار في المخيم وخطفوا فتاة صغيرة. يصل بعض رعاة البقر وتبدأ معركة بالأسلحة النارية. يتم إنقاذ الفتاة المأسورة من قبل رعاة البقر. يقترح معهد الفيلم البريطاني أن الفيلم قد يكون مشهدًا من إنتاج مسرحي أكبر.